# Iraks fodboldlandshold
Iraks landshold i fodbold (arabisk: منتخب العراق لكرة القدم) blev etableret i 1933.
Det irakiske fodboldforbund blev medlem af FIFA i 1945. Det irakiske fodboldforbund har valgt Hussain Saeed Mohammed som midlertidig præsident. Han har samtidig landskamprekorderne for Irak med 126 landskampe og 61 landskampsmål.
Holdets hjemmebanedragt er helt hvid, og udebanedragten grøn.
Landsholdets første internationale kamp spilledes i Libanon mod Marokko den 19. oktober 1957 og endte uafgjort 3-3. Største sejr har været resultatet 10-1 mod Bahrain den 5. april 1966, og værste nederlag resultatet 1-7 mod Tyrkiet den 6. december 1959.
I 1986 kvalificerede holdet sig til verdensmesterskaberne, men holdet tabte alle tre kampe i den indledende runde (mod Mexico og Paraguay med 0:1 og mod Belgien med 1:2)
Iraqs landshold for spillere under 23 år kvalificerede sig til de Olympiske lege i 2004, hvor holdet opnåede en fjerdeplads efter at have slået Portugal, Costa Rica og Australien.
Iraks landshold vandt AFC Asian Cup i 2007, efter at have slået Saudi Arabien i finalen med 1-0. Younis Mahmoud, der blev delt målscorer i turneringen sammen med Saudi Arabiens Yasser Al-Qahtani og Japans Naohiro Takahara, scorede sejrsmålet i det 70. minut. Det var første gang i Iraks historie, at de vandt denne titel. Landsholdets træner i turneringen var brasilienske Jorvan Vieira.
| Fodbold | Spire Denne artikel om et fodboldlandshold er en spire som bør udbygges. Du er velkommen til at hjælpe Wikipedia ved at udvide den. |

|  | Infoboks uden skabelon Denne artikel har en infoboks dannet af en tabel eller tilsvarende. |